# 桑原理一郎
桑原 理一郎（くわばら りいちろう）は、日本の作曲家。代表作は「モンスターストライク」。

## 経歴
幼少期よりヴァイオリンを習う。東京大学インド哲学仏教学修士修了。2002年、テクモ（現コーエーテクモゲームス）に入社。2012年に独立。テクモ時代の同期である石原英康の紹介でモンスターストライクの音楽制作を担当。「モンスターストライク」では楽曲制作だけでなくボイス制作や台詞台本も担当している。

## 人物
- ゲーム音楽作曲家を志したきっかけはドラゴンクエストV 天空の花嫁[2]。
- 影響を受けたクラシック音楽の作曲家はチャイコフスキーとヴェルディ[3]。

## 参加作品

### ゲーム
- アルゴスの戦士（2002年）- PlayStation 2、Wii
- モンスターファーム4（2003年）
- モンスターファーム5 サーカスキャラバン（2005年）
- コロボットアドベンチャー（2006年）
- QUANTUM THEORY（2010年）
- 真・三國無双 VS（2012年）
- 零 〜眞紅の蝶〜（2012年）
- NINJA GAIDEN 3（2012年）
- サムライディフェンダー（2013年）
- モンスターストライク（2013年 - ）
- SNOW WORLD（2014年）
- ミッフィースマイル（2015年）
- スマッシュ&マジック（2017年）
- Ark of Charon（2024年）[4]

### 映画
- りさいくるずー
  - りさいくるずー（2019年）
  - りさいくるずー まもれ!もくようびは資源ごみの日（2020年）

### アニメ
- ブーブーボーイ（2015年）
- 鬼武者（2023年） - 経典制作[5]

## 出演
- 2017年4月27日 - MONSTER STRIKE SYMPHONY 〜Prelude〜
- 2017年5月6日 - 東京ゲームタクト2017[6]
- 2018年5月4日 - 東京ゲームタクト2018[7]
- 2018年10月7日 - ノイジークローク Presents ゲーム音楽作曲家トークショウ
- 2019年6月1日 - 東京ゲームタクト2019
- 2021年6月9日 - 函館大学「第1回キャリアガイダンス講演会」[8]